# Сарсекенова-Орынбаева, Кенжеш Садыковна
Кенжеш Садыковна Сарсекенова-Орынбаева (каз. Кенжеш Садыққызы Сәрсекенова-Орынбаева; род. 17 октября 1972, Аягоз, СССР) — казахстанская конькобежка. Чемпионка Казахстана в абсолютном зачёте и 8-кратная призёр, рекордсменка Казахстана в многоборье. Участница зимних Олимпийских игр 1994 и  1998 года. Мастер спорта Республики Казахстан.

## Биография
Кенжеш Орынбаева родилась в Восточном Казахстане в большой семье из 16 детей. Она была 12-м ребёнком в семье. У неё было семь сестёр и восемь братьев, с которыми гоняла футбол, бегала, не любила играть в куклы. Во 2-м и 3-м классах средней школы участвовала в соревнованиях по лёгкой атлетике. Её брат Азен привёз её в Алма-Ату, чтобы записать в легкоатлетическую школу, но отбор закончился и ей предложили попробовать свои силы в конькобежном спорте, покататься метров двадцать на роликах. И получилось с первого раза, причём до этого ни разу не стояла на роликах.
В 1991 году Кенжеш выиграла юниорский чемпионат Казахской ССР в многоборье, а также на отдельных дистанциях стала 2-й в беге на 3000 м и и 3-й на 1500 м. В 1992 году, после распада СССР выиграла серебряную медаль на первом чемпионате Казахстана в сумме многоборья. Через год вновь стала второй и в 1994 году дебютировала сначала на чемпионате мира в классическом многоборье в Бьютте, заняв там 21-е место и следом на своих первых зимних Олимпийских играх в Лиллехаммере, где заняла 25-е место на дистанции 3000 м. 
После игр в 1994 году она вышла замуж и родила дочку. Тем не менее, понимала, что может продолжить карьеру. Когда дочке было шесть месяцев, начала ездить на Медеу в Алматы и понемногу заниматься. Скидывала вес, получала нагрузки, чтобы выполнить олимпийскую норму, завоевать лицензию. В декабре 1996 года выступила на чемпионате Казахстана и заняла 5-е место в многоборье. В сезоне 1997/98 уже выступала на этапах Кубка мира. В 1998 году стала 2-й на чемпионате страны, уступив только Людмиле Прокашевой и выступила на зимних Олимпийских играх в Нагано, где заняла 31-е место в забеге на 3000 м.
Через год Кенжеш выиграла впервые чемпионат Казахстана в абсолютном зачёте и участвовала на зимних Азиатских играх в Чхунчхоне, правда высоких мест не заняла. После чего завершила карьеру в возрасте 27-ми лет, почувствовав на тот момент, что дальше не сможет качественно выступать на высоком уровне.

## Личная жизнь
Кенжеш в 1994 году вышла замуж, родила дочку. Думала о том, чтобы отдать в конькобежный спорт, даже поставила её на коньки в два годика. Сейчас она хорошо катается, но для себя. Дочь выбрала другой путь, отучилась в университете по специальности «ядерная физика», замужем. Сейчас она уже сама мама. У Кенжеш есть внук, зовут его Ералы. В 2009 году работала в министерстве туризма и спорта, курировала зимние виды спорта. В настоящее время работает гостренером по конькобежному спорту.